# Paupisi
Paupisi este o comună din provincia Benevento, regiunea Campania, Italia, cu o populație de 1.444 locuitori (1 ianuarie 2023) și o suprafață de 6,83 km².

## Demografie
Paupisi - evoluția demografică

|  | Graficele sunt indisponibile din cauza unor probleme tehnice. Mai multe informații se găsesc la Phabricator și la wiki-ul MediaWiki. |

Date: Recensăminte sau birourile de statistică - grafică realizată de Wikipedia